# Сергеев, Дмитрий Сергеевич (гребец)
Дми́трий Серге́евич Серге́ев (4 декабря 1979, Староминская) — российский гребец-каноист, выступал за сборную России в 2000-х годах. Серебряный и бронзовый призёр чемпионатов Европы, многократный чемпион всероссийских первенств, победитель этапов Кубка мира и прочих престижных регат. На соревнованиях представлял Краснодарский край, мастер спорта международного класса. Также известен как гребец на лодках класса «дракон».

## Биография
Дмитрий Сергеев родился 4 декабря 1979 года в станице Староминская, Краснодарский край. Активно заниматься греблей на каноэ начал в раннем детстве, проходил подготовку в местной специализированной детско-юношеской спортивной школе олимпийского резерва и в самарской школе высшего спортивного мастерства № 1, где тренировался под руководством Галины Константиновны Савенко. Первого серьёзного успеха добился в 2001 году, выиграв золото и серебро на чемпионате страны в Энгельсе — в четвёрках на дистанции 200 метров и в двойках на дистанции 500 метров.
На взрослом международном уровне впервые заявил о себе в сезоне 2002 года, когда попал в основной состав российской национальной сборной и благодаря череде удачных выступлений удостоился права защищать честь страны на чемпионате Европы в венгерском Сегеде. С четырёхместным экипажем, куда также вошли гребцы Константин Фомичёв, Роман Кругляков и Алексей Волконский, завоевал бронзовую медаль в гонке на 1000 метров.
В 2004 году Сергеев побывал на чемпионате Европы в польской Познани, откуда привёз две медали серебряного достоинства, выигранные в четвёрках на двухстах и пятистах метрах (при этом вместо Фомичёва в экипаже состоял Евгений Игнатов). В 2008 году вместе с Романом Кругляковым, Александром Ковалёвым и
Михаилом Павловым выиграл бронзу на европейском первенстве в Милане, в четвёрках на полукилометровой дистанции. За выдающиеся спортивные достижения в гребле на каноэ удостоен почётного звания «Мастер спорта России международного класса».
После завершения карьеры в гребле на каноэ Дмитрий Сергеев решил попробовать себя в гребле на лодках класса «дракон» и добился в этом виде спорта тоже некоторых успехов, в частности, в составе кубанской команды становился чемпионом мира 2012 года в гонках на озере Идроскало в Италии, является многократным чемпионом России, в том числе был среди победителей чемпионата России 2014 года, прошедшего на гребном канале в «Крылатском».